# Павлович Юрій Юрійович
Юрій Юрійович Павлович (1874, Київ — 14 вересня 1947) — український вчений-етнограф, художник-аквареліст.

## Біографія
Юрій Юрійович або Георгій Георгієвич) Народився у 1872 році у Києві в сім'ї дійсного статського радника, який походив з родини священика з Уманщини. Навчався на юридичному факультеті Київського університету, та рисувальній школі М. Мурашка. Під впливом професора університету Дмитра Антоновича починає цікавитися етнографією. Систематично вправляючись у малюванні, відвідує Сінний базар, де виконує з натури замальовки типажів українських міщан, торговців та виробів селянських промислів, вивчає побутову культуру. Створені малюнки систематизує у тематичні серії. У 1890 році починає створювати в малюнках історію Києва. По закінченню університету переїжджає до Петербурга, де обіймає посаду бухгалтера банку (1896—1918). У вільний час робить замальовки з життя петербурзьких міщан. Особливий вплив на Ю. Павловича справило знайомство з Хведіром Вовком. Він бере участь у етнографічних експедиціях Російської Академії наук. У петербурзький період створює альбом замальовок краєвидів, національного вбрання, побуту та архітектури Фінляндії(1905—1910). 1903 року приїздить до Києва, Полтави й Харкова. Зустрічається з М. Біляшівським та М. Сумцовим, вдосконалює методику етнографічної фіксації і дослідження народної культури й побуту. Зроблені замальовки типажів міських мешканців надіслав М.Сумцову для Етнографічного музею при Харківському університеті. За дорученням Хв. Вовка виконував для його народознавчих праць таблиці з жіночим і чоловічим убранням Київщини. Чернігівщини та Харківщини.
На початку XX століття ілюструє дитячі книжки («Кривенька качечка», «Солом'яний бичок», «Кобзарик», «Співаничок»), публікує виконані орнаменти декорованих селянських хустин та рушників Полтавщини, на основі яких було розроблено поштові листівки.
1918 року переїжджає до Києва і від 1921 року працює позаштатним співробітником Кабінету антропології та етнології імені Ф. Вовка при ВУАН. Брав участь у стаціонарному монографічному дослідженні с. Старосілля, виконавши вже першого року кілька сотень малюнків, що стали основою експозиції спеціальної виставки. Брав участь і в подальших дослідженнях Кабінету, що велися на Чернігівщині, Уманщині, Житомирщині та Полтавщині, Запоріжжі, Дніпропетровщині, Волині. Збагатив кабінет цінним документальним матеріалом, що ілюструє народне вбрання, будівництво, побут, антропологічні типи населення, народне мистецтво, традиційні заняття жителів та етнокультуру національних меншин. На 1926 рік Кабінет отримав від Ю. Павловича 5.000 малюнків, серед яких зображення дитячих іграшок, побутових предметів, хліборобських знарядь, гончарних виробів тощо. Упродовж 1928—1930 років виконав 1100 малюнків. Характерною специфікою цих документів є зображення предметів у їх розвитку від архаїчних до сучасних зразків. Графічні та акварельні малюнки згруповані в тематичні комплекси: «Народна техніка», «Вогонь», «Обробка тваринних, рослинних і мінеральних продуктів» тощо. Значна кількість робіт присвячена народному вбранню. Створив 55000 кольорових малюнків типів одягу України. Виконував ілюстрації до досліджень Л. Шульгиної («Прилади для освітлення в с. Бубнівці на Поділлі», «Ткацькі верстати в с. Мартиновичі на Київщині», «Гончарство в с. Бубнівці на Поділлі», «Бджільництво в с. Старосіллі на Чернігівщині»), Н. Заглади («Ярмо», «Побут селянської дитини»). Також створив кілька альбомів про традиції та обряди, молодіжні забави, персонажі демонології.
Започаткував метод картографування. Працював над картою «Північна і Середня Україна в типах народного вбрання 1900—1909», що лишилась незавершеною. Разом із В. Мамоновим створив карту «Україна в типах селянських хат кінця XIX та початку XX сторіччя» (понад 100 зображень), яка була вилучена німцями, а у 1943—1945 роках відновлена Ю. Павловичем. Нині зберігається в Інституті мистецтвознавства, фольклористики та етнографії імені М. Рильського.
Пропагував етнографічні знання, організовуючи виставки своїх робіт. Зокрема, одна з них репрезентувала 3000 малюнків української етнографії, 210 — російської, 200 — фінляндської, 200 — кавказької, 400 — близькосхідної. Після Другої світової війни працював у Державному історичному музеї та Інституті мистецтвознавства, фольклору та етнографії АН УРСР.
Помер 13 вересня 1947 року. Похований в Києві на Лук'янівському цвинтарі (ділянка № 17, ряд 8, місце 30).

## Наукові дослідження
Оригінальні розвідки Ю.Павловича друкувалися у «Матеріалах до етонології», які видавав Кабінет.
- «До питання про еволюцію ніжки в стільці й столі» — розкриває еволюцію народної побутової техніки від примітивних ослонів з природними ніжками до сучасних ускладнених меблів.
- «Вживання кошика та мішка» — розкриває зумовленість розмаїття способів перенесення вантажів віковими, статевими соціальними факторами.
- «Мисник» — розкриває еволюцію від примітивних полиць до шафи буфетного типу, функції частин мисника, декоруванні та розташування в інтер'єрі.
- З літніх вражень художника-етнографа — опис комплексів дитячого міського одягу.
- Поліський курінь — опис варіантів куренів, залежність їх конструкції від кліматичних умов, рівня ґрунтових вод, пори року.
- До питання про еволюцію народного орнаменту.
- Гончарство Ізюмщини.

Характерною особливістю його наукових праць є зосередженість їх на конкретних аспектах матеріальної культури, певним виробничо-господарським явищам і примітивній техніці.

## Спадщина
Малюнки Ю. Павловича зберігаються в ІМФЕ імені М. Рильського, частина їх перебуває в Інституті археології НАН України, Державному музеї театрального, музичного і кіномистецтва України, Національному музеї історії України , а також у приватних колекціях України та в архіві Російського етнографічного музею в Петербурзі.